# Samsung Galaxy Tab 4 7.0
El Samsung Galaxy Tab 4 7.0 es una tableta basada en Android de 7 pulgadas producida y comercializada por Samsung Electronics. Pertenece a la cuarta generación de la serie Samsung Galaxy Tab, que también incluye un modelo de 8 pulgadas y otro de 10,1 pulgadas, la Galaxy Tab 4 8.0 y la Galaxy Tab 4 10.1. Se anunció el 1 de abril de 2014 y se lanzó el 1 de mayo del 2014.

## Historia
La Galaxy Tab 4 7.0 se anunció el 1 de abril de 2014. Se mostró junto con la Tab 4 8.0 y la Tab 4 10.1 antes de la Mobile World Conference de 2014.

## Características
La Galaxy Tab 4 7.0 se lanzó con Android 4.4.2 KitKat. Samsung ha personalizado la interfaz con su software TouchWiz UX. Además de aplicaciones de Google, incluidas Google Play, Gmail y YouTube, tiene acceso a aplicaciones de Samsung como S Suggest, S Voice, S Planner, WatchON, Smart Stay, Multi-Window, Group Play y All Share Play.
La Galaxy Tab 4 7.0 está disponible en las variantes solo WiFi, 3G y WiFi y 4G/LTE y WiFi. El almacenamiento oscila entre 8, 16 o 32 GB según el número de modelo, con una ranura para tarjeta microSDXC para expansión. Tiene una pantalla WXGA TFT de 7 pulgadas con una resolución de 1280x800 píxeles (216ppi). También cuenta con una cámara frontal de 1.3 MP y una cámara trasera de 3.2 MP sin enfoque automático/flash. También tiene la capacidad de grabar videos HD.
Según usuarios, la función USB OTG solo es compatible con la versión LTE del Samsung Galaxy Tab 4 7.0.

## Edición especial
El 5 de junio de 2014, Samsung y Barnes & Noble anunciaron conjuntamente que la tableta sería la base para la próxima tableta Nook. Llamada Samsung Galaxy Tab 4 Nook. Fue lanzada y publicada con un costo de $199 el 21 de agosto de 2014.